# Gerhard Trede Stiftung
Die Gerhard Trede Stiftung ist eine gemeinnützige Stiftung, die vor allem der Förderung der Musik gewidmet ist. Sie wurde von dem Komponisten Gerhard Trede († 30. September 1996) und seiner Ehefrau Elsa Trede im Jahr 1996 durch testamentarische Verfügung errichtet und am 13. September 1999 vom Senat der Freien und Hansestadt Hamburg genehmigt.

## Zweck
Nach dem Willen der Stifter dient die Stiftung der Förderung insbesondere der Kunst im Bereich der Musik. Im Speziellen erwähnen die Stifter dabei Nachwuchssolisten der Hochschule für Musik und Theater Hamburg (HfMT). Die Stiftung verwaltet den Nachlass Gerhard Tredes, besitzt die Rechte an seinem kompositorischen Gesamtwerk und erhält die Erträge aus der Verwertung dieser Rechte. Daraus und aus den Kapitalerträgen aus der Anlage des Stiftungskapitals erfolgen die Förderungen.
Die Stiftung fördert besonders Projekte für Kinder und Nachwuchsmusiker und Projekte von gemeinnützigen Organisationen, auch im Ausland, darunter Veranstaltungen, Kulturprojekte, Freizeit- und Bildungsangebote.

## Vorstand und Verwaltung
Zum aktuellen Vorstand gehören Andreas Leimbach (Geschäftsführer der SolarKapital GmbH, vormals Vorstandsmitglied der Dresdner Bank AG), seit Gründung im Jahr 1999, Volker Korella (ehemals Niederlassungsleiter der Commerzbank AG), seit 2015, und Jan Philipp Sprick (Präsident der HfMT Hamburg), seit 2022. Vorherige Mitglieder des Vorstands sind Hermann Rauhe, bis 2013 Präsident der HfMT, Karl-Ludwig Heuer und Elmar Lampson (bis 2022 Präsident der HfMT). Die Stiftung wurde ursprünglich von der Dresdner Bank verwaltet. Aktuell wird sie vom  Stiftungsmanagement der Commerzbank AG verwaltet.
Die Stiftung mit Sitz in Frankfurt am Main ist im globalen LEI-Register, im Geschäftsverzeichnis von Dun & Bradstreet und bei der Kreativgesellschaft Hamburg eingetragen.

## Gerhard-Trede-Preis
Im Jahr 2022 vergab die Stiftung erstmals den Gerhard-Trede-Preis für ein neues Arrangement von Werken Gerhard Tredes durch Jazz-Studenten der HfMT. Den Preis erhielt der Komponist und Dirigent Agustin Pardo aus Uruguay für sein Stück Die Elbe de la plata nach Tredes Schlager Die Elbe. Der Gerhard-Trede-Preis wird gemäß Vorstandsentscheidung regelmäßig vergeben, zunächst wieder im Jahr 2024.

## Förderungen
Bis Ende 2023 förderte die Stiftung mehr als 100 Musikprojekte, darunter die Sommerakademie der HfMT, das Projekt „Musik – Mensch – Medizin“ am Universitätsklinikum Eppendorf, das Projekt „Mit Gitarren in die Bandbox – Musizieren mit Flüchtlingskindern“ des Hamburger Konservatoriums, das „Asiatische Klangfest“ 2014 der HfMT, das „Musiktheater Guayaquil“ des Vereins Musiker ohne Grenzen e.V., „Kultur für Alle“ e.V. in Osnabrück, und das Vokalensemble Marienhain, Vechta, unter der Leitung von Robert Eilers. Sie vergab Stipendien, unter anderem an die Sängerinnen Svenja Weierich und die Altistin Seda Amir-Karayan.
Die Stiftung fördert auch den Hindemith-Preis des Schleswig-Holstein Musik Festivals für neue Komponisten  und den internationalen Buxtehude-Orgelwettbewerb.